# Antonivka (oblast de Kherson)
Antonivka (en ukrainien : Антонівка) est une commune urbaine de l'oblast de Kherson, en Ukraine. Elle compte 12 697 habitants en 2021.

## Géographie
Antonivka est une banlieue nord-est de la ville de Kherson, au bord du Dniepr. 
C'est sur le territoire de la commune, sur la rive droite du Dniepr, qu'aboutissent les ponts qui permettent de relier les deux rives du fleuve, un pont autoroutier et un pont ferroviaire.

## Population
| 1970   | 1979   | 1989   | 2001   | 2011   | 2012   |
| ------ | ------ | ------ | ------ | ------ | ------ |
| 10 415 | 12 033 | 13 107 | 12 970 | 12 790 | 12 785 |

| 2013   | 2014   | 2015   | 2016   | 2017   | 2018   |
| ------ | ------ | ------ | ------ | ------ | ------ |
| 12 855 | 12 807 | 12 881 | 12 921 | 12 872 | 12 812 |

| 2019   | 2020   | 2021   | 2022   | - | - |
| ------ | ------ | ------ | ------ | - | - |
| 12 777 | 12 752 | 12 697 | 12 619 | - | - |

## Galerie

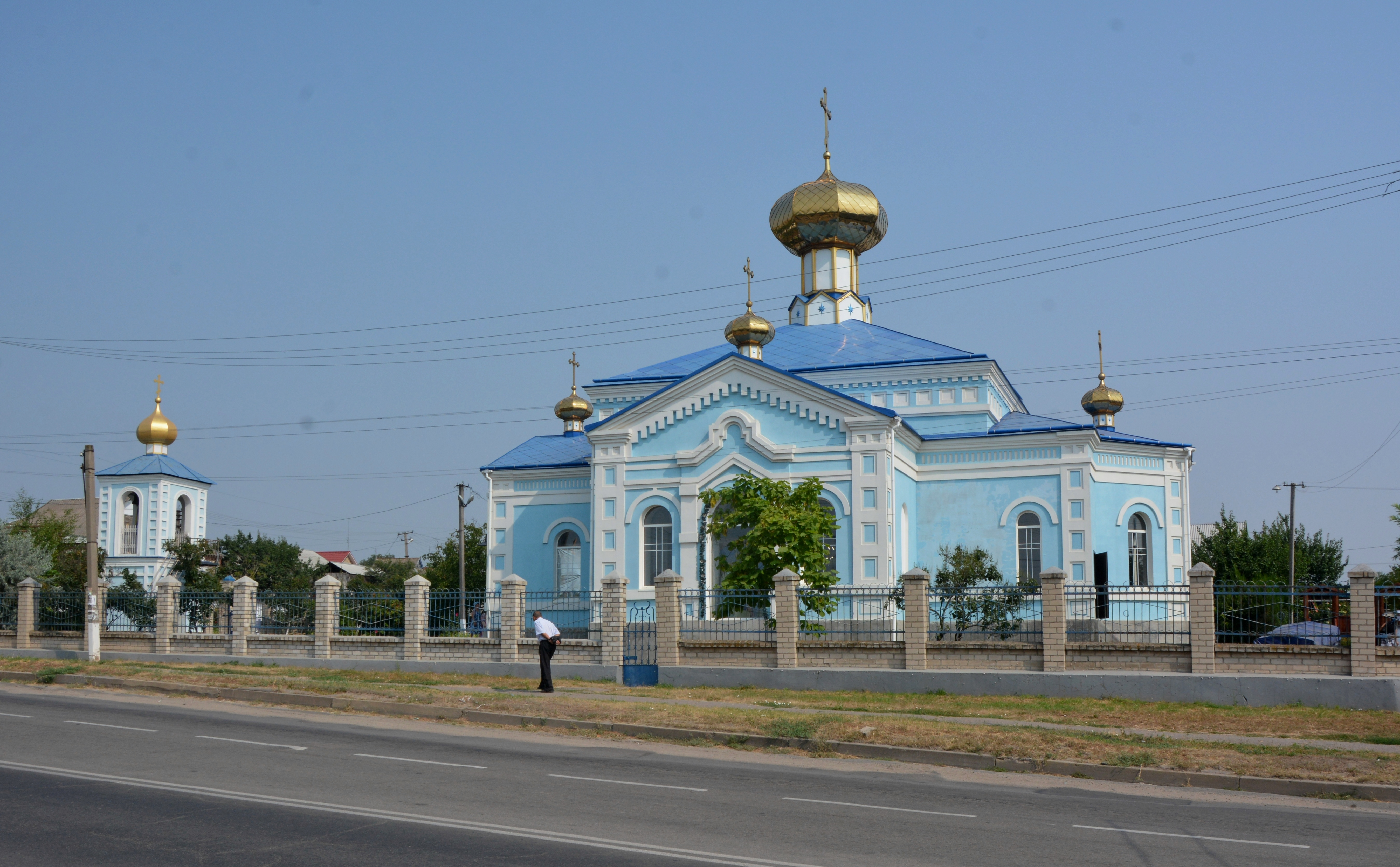
Église de la Nativité classée[5],
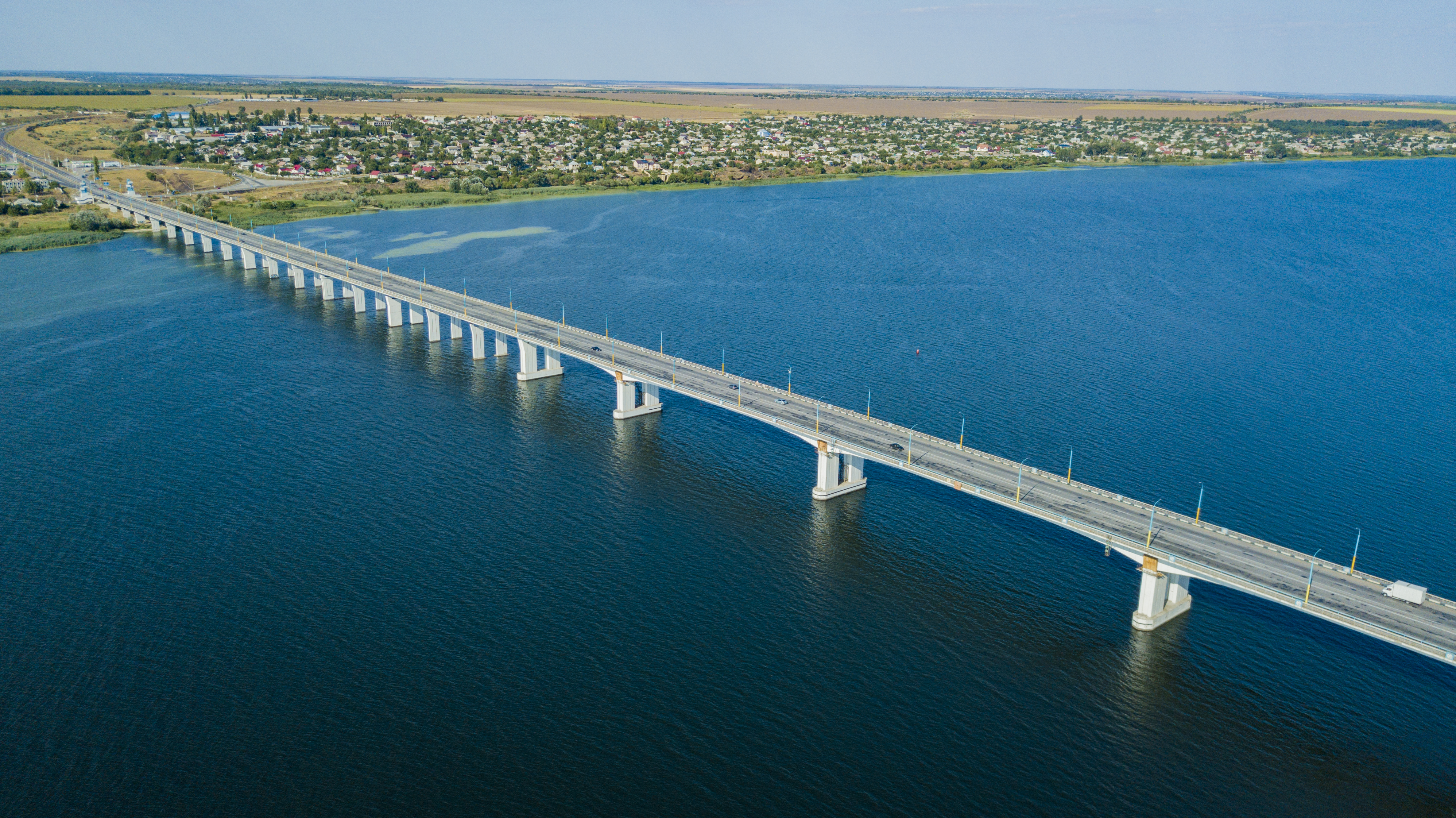
le pont autoroutier,
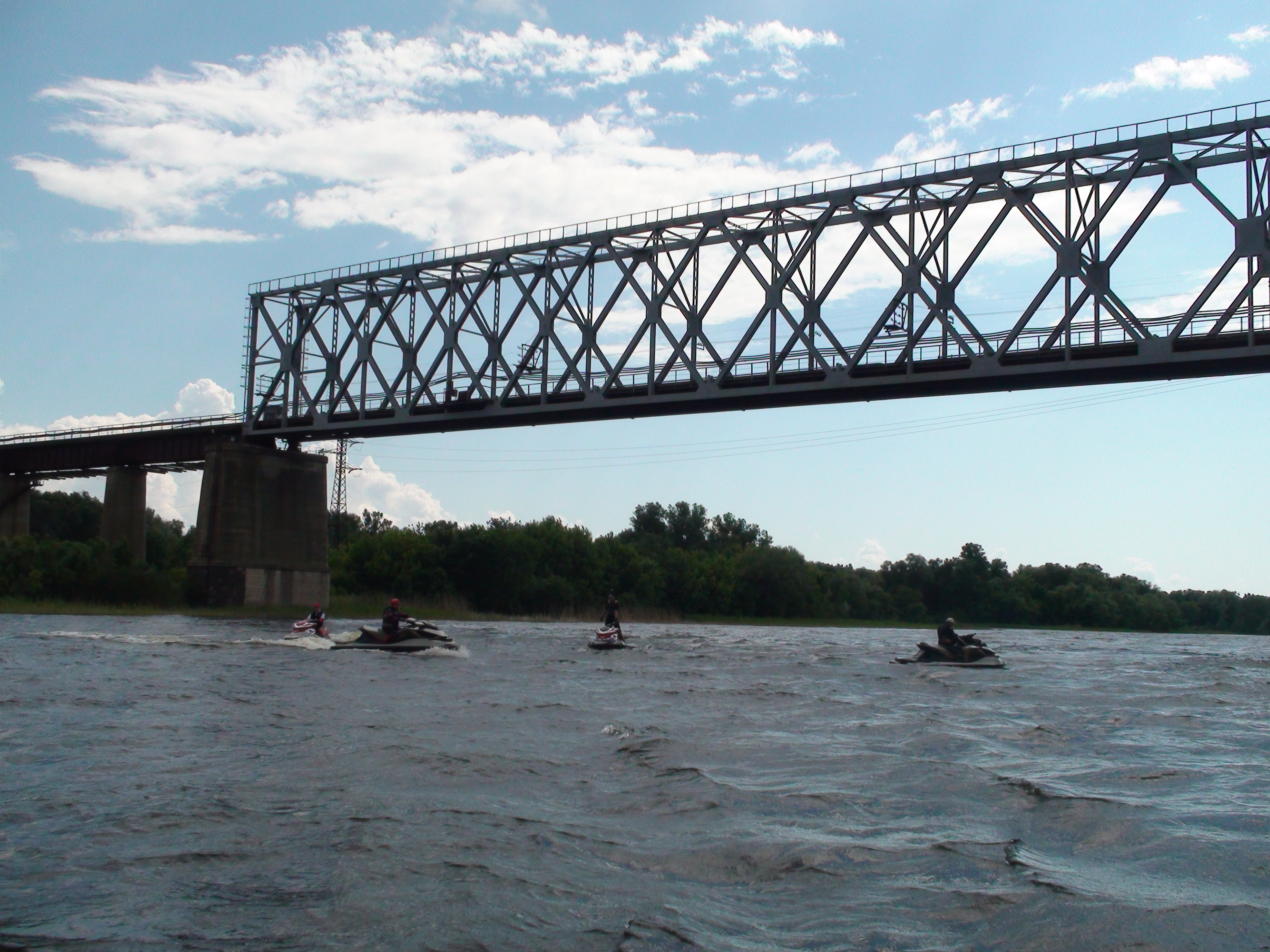
le pont ferroviaire.